# Hield
Hield Brothers ou Hield est un fabricant de textile britannique et détaillant de costumes et de marchandises de luxe. La compagnie a été établie en 1922. Hield est un fournisseur de tissu pour de nombreuses marques internationales, dont Bentley, ainsi qu'un fournisseur de la reine Élisabeth II.